# Chilades cromyon
Chilades cromyon är en fjärilsart som beskrevs av Hans Fruhstorfer 1916. Chilades cromyon ingår i släktet Chilades och familjen juvelvingar. Inga underarter finns listade i Catalogue of Life.